# ينفريد هيرز
ينفريد هيرز (بالألمانية: Winfried Herz)‏ هو لاعب كرة قدم ألماني، ولد في 11 مايو 1929 في إرفورت في ألمانيا. شارك مع منتخب ألمانيا الأولمبي لكرة القدم. أما مع النوادي، فقد لعب مع آينتراخت براونشفايغ.

## وصلات خارجية
- ينفريد هيرز على موقع عالم كرة القدم.نت (الإنجليزية)